# Hydrobaenus rufus
Hydrobaenus rufus är en tvåvingeart som först beskrevs av Jean-Jacques Kieffer 1923.  Hydrobaenus rufus ingår i släktet Hydrobaenus och familjen fjädermyggor. Inga underarter finns listade i Catalogue of Life.